# Rudra (gruppo musicale)
I Rudra sono un gruppo musicale di Singapore. Il loro sound è fondamentalmente riconducibile al black metal, con testi riferenti alla letteratura e cultura della civiltà vedica. In piccola parte quest'aspetto si riflette anche nella loro musica, nella quale vengono implementate sfumature di musica classica indiana (specialmente carnatica).

## Discografia
Album in  studio
- 1998 - Rudra
- 2001 - The Aryan Crusade
- 2003 - Kurukshetra
- 2005 - Brahmavidya: Primordial I
- 2009 - Brahmavidya: Transcendental I
- 2011 - Brahmavidya: Immortal I
- 2013 - Ṛta
- 2016 - Enemy of Duality
- 2019 - Invoking the Gods

Demo
- 194 - The Past

Live
- 2013 - Brahmavidya Tour 2011

Raccolte
- 2018 - The Blackisle Sessions
- 2018 - Past Life Regression

## Formazione

### Formazione attuale
- Kathir - voce, basso (1992-)
- Vinod - chitarra (2009-)
- Simon - chitarra (2013-)
- Shiva - batteria (1992-)

### Ex componenti
- Selvam - chitarra (1992-1996, 2000-2009)
- Bala - chitarra (1992-2000)
- Alvin - chitarra (1996-2000)
- Kannan - chitarra (2000-2007)
- Devan - chitarra (2007-2011)
- Subash - chitarra (2011-2013)